# Zorko Prelovec
Zorko Prelovec (pravo ime mu je Valentin Prelovec), slovenski skladatelj, zborovodja in urednik, * 11. februar 1887, Idrija, † 25. februar 1939, Ljubljana.
Rodil se je očetu Francu in materi Mariji (rojena Poženel). Najbolj je poznan po zborovski skladbi »Sedem si rož porezala mi«.

## Skladbe
- Sedem si rož porezala mi (za moški zbor)
- Dekliška pesem (samospev)